# Andy Dark
Andy Dark（本名：黎建彰）是一名香港飲食節目主持、廚藝導師和前咖啡店老闆。  同時亦是一位致力推廣飲食文化及主打創意料理的私房菜廚師和飲食內容創作者。

## 簡歷
Andy Dark於加拿大溫哥華出生，並在香港長大。其後中學和大學時期再次返回加拿大讀書，並於英屬哥倫比亞大學修讀金融系。畢業後，他還是發現自己鍾情於飲食和創作，因此並花了一年時間入讀位於渥太華的藍帶廚藝學院。
其後回港發展，在不少餐廳和酒店實習和工作。 Andy Dark亦曾受聘於張艾嘉與其丈夫，不少明星藝人也曾一嚐過他的手藝。
2012年，Andy Dark開始經營YouTube頻道分享煮食心得和教學。截至2021年，他的YouTube頻道達到4.4萬訂閱。
2016年至2019年間，Andy Dark於元創方味道圖書館擔任策展人一職，透過舉辦不同活動去推廣飲食文化。
除了在不少報章雜誌和網上平台分享食譜和教學之外，2020年至今Andy Dark亦有在煤氣烹飪中心等地方擔任烹飪導師。
Andy Dark也有為他人的咖啡店和餐廳創作菜式和飲品。

## 名字由來
在加拿大入讀藍帶廚藝學院的時候，經常和同學們外出飲酒作樂。閑聊期間與韓籍朋友聊到雙方中文名字的意思。本姓「黎」的Andy翻查到自己姓氏其中解作「黑」的意思，其後同學們也開始稱他為「Andy Dark」並沿用至今。

## 節目

### 電視節目 (ViuTV)
- 2021年－2023年 今餐有料到（廚師）
- 2022年 90分鐘狂熱倒數（嘉賓）
- 2023年 準時開飯（廚師）
- 2023年 困獸鬥（嘉賓）
- 2023年 MIRROR+（嘉賓）

### 電視節目 (香港開電視)
- 2021年 一秒廚神（主持）

### 電視節目 (港台電視31)
- 2019年 香港故事 - 思家知味（主持／旁白）
- 2024年 醫生與你 - 講飲講食講健康 (廚師主持)

### 網路節目 (亞洲心動娛樂)
- 2021年 食客關注組（主持）

## 外部連結
- Andy Dark的YouTube頻道 （页面存档备份，存于）
- Andy Dark的Facebook頁
- Andy Dark的Instagram頁